# Окопна война
Окопна война се нарича воденето на военни действия от окопи, при което воюващите страни до голяма степен са защитени от вражеския огън. Най-известният и кръвопролитен пример на окопна война е Западният фронт по време на Първата световна война между немската победа в първата битка при Ена през септември 1914 г. и немското Пролетно настъпление през 1918 г. Словосъчетанието става нарицателно за патово положение, война на изтощение, обсада и безсмислено упорство в конфликт.
Окопната война се заражда като доктрина тогава, когато напредъкът в огневата мощ не е съпроводен с подобен напредък в мобилността на войските, което води до тази изтощителна форма на война, при която защитниците имат предимство. На Западния фронт през 1914 – 1918, и двете страни построяват сложни защитни земни съоръжения и окопни системи по дължината на целия фронт, допълнително защитени от атаки с редици бодлива тел. Зоната между позициите на враждуващите сили е известна като „ничия земя“ и е напълно изложена на артилерийски и картечен обстрел от двете страни. Настъпленията в най-добрия случай водят до тактически успехи и са съпроводени с многобройни жертви. Ефикасността на окопната война на практика приключва с изобретяването и въвеждането на въоръжение на танковете.
Окопната война става въздействащ символ на безсмислието на войната. Визуално тя се асоциира с млади мъже, изскачащи от окопа, за да се хвърлят в бой с врага под ураганен огън. Типичен пример е първият ден на битката при Сома (в който британската армия дава близо 60 000 убити, ранени и изчезнали) или месомелачката в калта на битката при Пашендейл. За французите паметен образ за окопна война е войната на изтощение в битката при Вердюн, в която френската армия дава 380 000 убити.